# Geositta poeciloptera
Geositta poeciloptera là một loài chim trong họ Furnariidae.